# Длугоюв
Длугоюв (пол. Długojów) — село в Польщі, у гміні Загнанськ Келецького повіту Свентокшиського воєводства.
Населення — 104 особи (2011).
У 1975-1998 роках село належало до Келецького воєводства.

## Демографія
Демографічна структура на день 31 березня 2011 року:
|          | Загалом | Допрацездатний вік | Працездатний вік | Постпрацездатний вік |
| -------- | ------- | ------------------ | ---------------- | -------------------- |
| Чоловіки | 57      | 8                  | 42               | 7                    |
| Жінки    | 47      | 8                  | 28               | 11                   |
| Разом    | 104     | 16                 | 70               | 18                   |